# 松倉海斗
松倉海斗（日语：／ Matsukura Kaito，1997年11月14日—）是日本神奈川縣出身的日本男演員、歌手、偶像。隸屬於星達拓娛樂，為旗下團體 Travis Japan 的成員之一，血型 O 型。

## 個人經歷
- 2009年看了嵐的10週年演唱會後，因憧憬二宮和也而參加了傑尼斯事務所徵選，於2010年10月30日[2]入社。同期入社的還有團員宮近海斗、中村海人，以及佐藤勝利、目黑蓮

- 2014年5月5日被選為 Sexy Zone 弟組 - Sexy 松（Show）的成員，並在同年夏天以該團體名義在東京 EX THEATER ROPPONGI 單獨演出[3]
- 2017年11月19日加入 Travis Japan，2022年與美國 Capitol Records 簽約，於10月28日以數位單曲《JUST DANCE!》出道

- 與團員宮近海斗、中村海人有許多共通點，包含名字發音相同（Kaito / カイト）、1997年出生、2010年10月30日入社、O 型、高中三年同班，因此被合稱為「Triple Kaito（トリプルカイト）」
- 2024年6月與團員川島如惠留雙主演音樂劇「A BETTER TOMORROW -英雄本色-」
- 2024年11月14日開設個人官方 Instagram 帳號

## 出演
僅包括個人演出以及活動，團體活動詳情請參考 Sexy Matsu (Show) 和 Travis Japan

### 電視劇
- SHARK～2nd Season～（2014年4月20日 - 7月13日、日本電視台） [4] - 今野南
- 哥哥扭蛋（2015年1月11日 - 3月29日、日本電視台） [5] - 笑笑
- 世界奇妙君物語 第2集 現充裁判（2021年3月12日、WOWOW）- 岸谷航平[6] [7]
- 神的病歷簿 第3集（2021年3月1日、東京電視台）- 島內賢二[8]
- 刑警7人 第7季 第8集（2021年9月8日、朝日電視台） - 伊藤優
- 家政夫三田園 第6季 第4集（2023年10月31日、朝日電視台）- 舟木啓介
- 邁向完美的未來（2024年8月7日 - 28日、朝日電視台）[9]
- 東京偽裝時光（2025年1月19日 - 3月23日、朝日電視台 / 1月20日 - 3月24日、朝日放送電視台） - 主演・宇都宮宏人[10]
- 平行世界的夫婦（2025年4月1日 - 6月17日、關西電視台・富士電視台）- 田村大和[11]

### 電視節目
- Johnny's Jr. Land（BS スカパー!）[12]
- Gamushara!（2014年4月12日[13] - 2016年4月2日、朝日電視台）
- Love it!（2024年10月7日 - 12月23日、TBS） - 「Love it! Family」10-12月週一固定班底
- 今夜はナゾトレ（2024年10月8日 - 12月10日 / 2025年4月1日 - 6月17日、富士電視台）- 與成員松田元太擔任固定班底

### 舞台劇
- Johnny's Dome Theatre ～SUMMARY～（2012年9月8日 - 9日、TOKYO DOME CITY HALL）[14]
- JOHNNYS' World -Johnny's World-
  - JOHNNYS '2020 WORLD -Johnny's Tonitoni World-（2013年12月7日 - 2014年1月27日、帝國劇場）[15]
  - 2015新春 JOHNNYS' World（2015年1月1日 - 27日、帝國劇場） [16]
- Johnny's 銀座 2015（2015年5月12日 - 14日、劇場創作） [17]
- SHOCK 系列
  - Endless SHOCK 15th Anniversary（2015年9月8日 - 30日，梅田藝術劇場 / 10月7日 - 31日、博多座）
  - Endless SHOCK（2016年2月4日 - 3月31日、帝國劇場）[18]
  - Endless SHOCK（2017年2月1日 - 3月31日、帝國劇場[19] / 9月8日 - 30日、梅田藝術劇場[20] / 10月8日 - 31日、博多座[21]）
  - Endless SHOCK（2018年2月4日 - 3月31日、帝國劇場）[22]
  - Endless SHOCK（2019年2月4日 - 3月31日、帝國劇場[23] / 9月11日 - 10月5日、梅田藝術劇場）[24]
- A BETTER TOMORROW -英雄本色-（2024年6月24日 - 7月8日、日本青年館 Hall / 7月12日 - 16日、歐力士劇場）- 主演・宋子杰（與成員川島如恵留雙主演）[25]

### 廣告
- Hagoromo Foods「朝からフルーツ」（2022年5月 - ）- 網路影片

### 演唱會
- Gamshara J's Party !! Vol.1（2014年2月1日 - 2日、EX THEATER ROPPONGI） [26]
- Gamshara J's Party !! Vol.7（2015年1月25日 - 26日、EX THEATER ROPPONGI）[27]
- SUMMER STATION Johnny's King（2016年7月30日 - 8月1日、6日、7日、10日、11日、13日、14日、EX THEATER ROPPONGI）[28]

### 活動
- 傑尼斯大運動會 2017（2017年4月16日、東京巨蛋） [29]

## 外部連結
- 松倉海斗的Instagram帳戶
- STARTO ENTERTAINMENT > Travis Japan （页面存档备份，存于）
- 松倉海斗 個人簡介｜ISLAND TV - 頁庫存檔（2022年5月9日）
- 松倉海斗在互联网电影资料库（IMDb）上的資料（英文）